# La lentezza
La lentezza (originale La lenteur) è un romanzo pubblicato nel 1995 dallo scrittore ceco Milan Kundera. Si tratta della sua prima opera narrativa in lingua francese.

## Trama
In un castello francese adibito ad hotel viene ospitato un convegno di entomologia. La trama, sullo sfondo del racconto erotico-sociologico Senza domani di Vivant Denon e qualche riflessione sul pensiero edonistico di Epicuro, intreccia le vicende di alcuni fra gli ospiti: personaggi di varia umanità, che - come di consueto nelle opere di Kundera - incarnano i vizi e vezzi umani quotidiani. Emergono le seguenti figure: 
- Jacques-Aloys Berck, un politico esibizionista
- Immacolata, una regista amata (senza risposta) da Berck in gioventù, che ora mira al politico per interesse;
- Vincent, un giovane assistente che vive nell'ammirazione del saggio Pontevin, del quale imita invano l'efficacia dialettica;
- Il professor Čechořípský, entomologo ceco caduto in disgrazia dopo la Primavera di Praga del 1968; allontanato dalla Accademia delle Scienze per tradimento del regime comunista e costretto a esercitare il mestiere di muratore per vent'anni; per lui il convegno è l'occasione per un riscatto (che avverrà in maniera tutta particolare).

Fra i personaggi si riconosce anche (insieme con la moglie Vera) l'autore stesso, il quale - fra i molti spunti di riflessione offerti dalla narrazione - esalta la lentezza del titolo come indice direttamente proporzionale alla piacevolezza di un ricordo.

## Tematiche

### La lentezza
Non c'è un unico tema centrale nel libro, nonostante il titolo suggerisca come tema trainante la velocità della vita moderna, che è all'origine degli avvenimenti narrati nel romanzo.
Kundera collega la lentezza al ricordare, e la velocità al dimenticare. Quando vogliamo ricordare o preservare il momento, ci muoviamo e agiamo lentamente, invece, si corre veloci per dimenticare un'esperienza passata. Ad esempio, dopo la disastrosa notte passata al castello, Vincent cavalca la sua motocicletta e guida il più velocemente possibile per lasciarsi alle spalle il luogo del suo fallimentare incontro amoroso.
Tra le righe sembra anche trasparire che la velocità generi volgarità, come suggerito dalle diverse relazioni amorose che si intrecciano nel castello. Vincent è precipitoso nel cercare di sedurre Julie e quindi fallisce. La prudenza di Madame de T. nel sedurre il Cavaliere sfocia in una notte di piacere.
Velocità e fallimento sono anche associati nel momento in cui Vera accenna che la lentezza ha già protetto Milan nel passato. Questo suggerisce che la lentezza offre ricompense, la velocità suggerisce decisioni affrettate e dunque il fallimento.

### Modernità e il "ballerino"
Kundera introduce il concetto di ballerino all'inizio del romanzo: il "ballerino" è colui che cerca costantemente gli spettatori, infiniti e invisibili, offerti dai media moderni. La fama acquistata da un ballerino di successo ha un effetto drammatico sulla sua vita nonché sulle persone che lo ricercano (coloro che si considerano eletti).
Questa tematica è rappresentata nella vicenda di Berck e di Immacolata: Immacolata, l'"uccello notturno" che disturba il sonno di Berck prima di diventare famoso, diventa il suo incubo durante la conferenza.